# St. Nikolaus (Kohlberg)

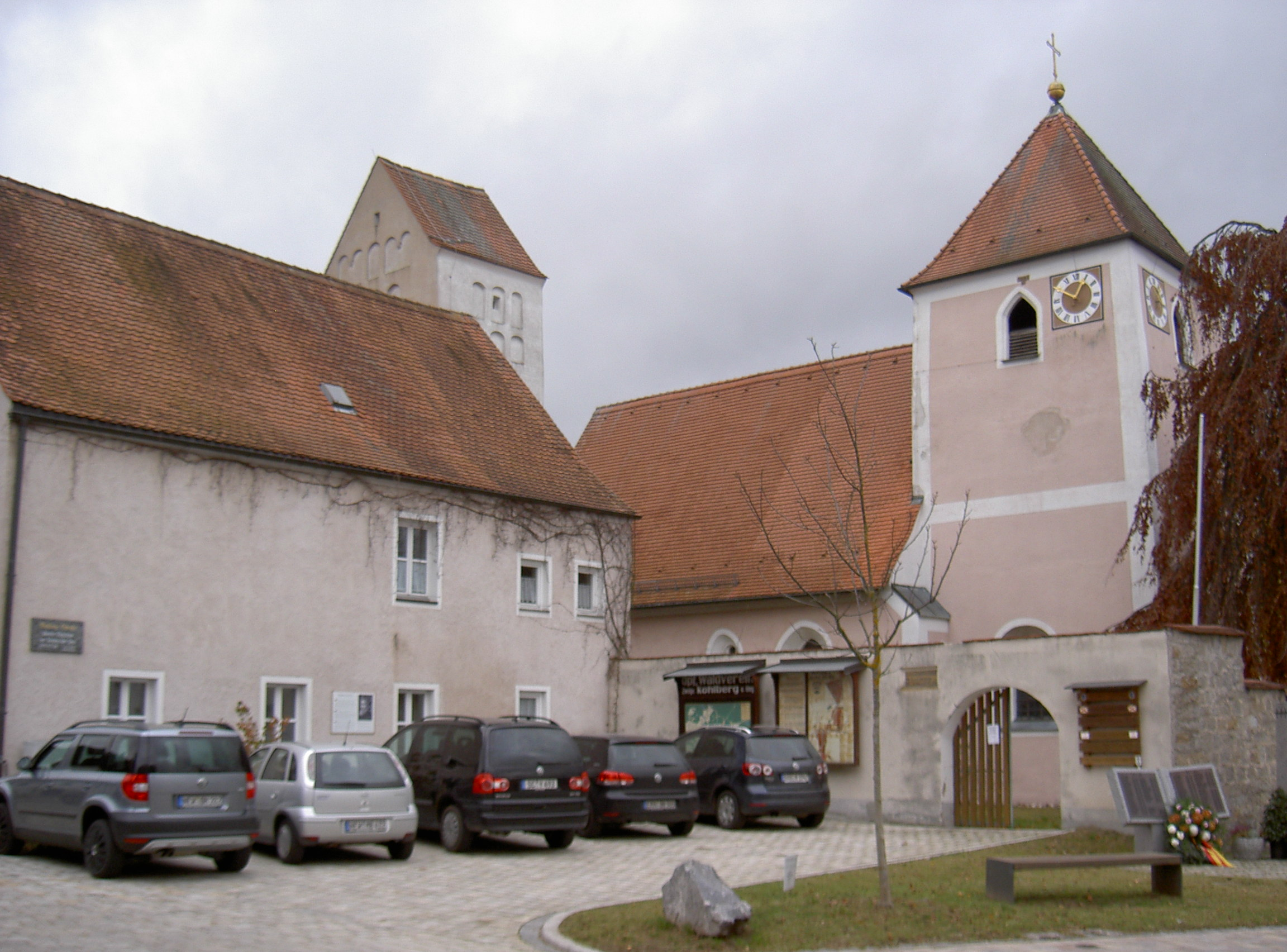
St. Nikolaus in Kohlberg

Die evangelisch-lutherische, denkmalgeschützte Pfarrkirche St. Nikolaus, die von 1663 bis 1915 Simultankirche war, steht in Kohlberg, einem Markt im Landkreis Neustadt an der Waldnaab der Oberpfalz. Die Pfarrei gehört zum Evangelisch-Lutherischen Dekanat Cham/Sulzbach-Rosenberg/Weiden im Kirchenkreis Regensburg der Evangelisch-Lutherischen Kirche in Bayern. Das Bauwerk ist unter der Denkmalnummer D-3-74-131-3 als Baudenkmal in die Bayerische Denkmalliste eingetragen.

## Beschreibung
Die im Dreißigjährigen Krieg 1636 zerstörte, im Kern mittelalterliche Kirche wurde 1642 wieder hergestellt. Sie besteht aus einem Langhaus, das mit einem Satteldach bedeckt ist, und einem Chorturm im Osten, der mit einem Pyramidendach bedeckt ist. Das oberste Geschoss des Chorturms beherbergt die Turmuhr und den Glockenstuhl, in dem drei 1953 von Friedrich Wilhelm Schilling gegossene Kirchenglocken hängen.
Der Innenraum des Chors, d. h. das Erdgeschoss des Chorturms, ist mit einem Kreuzgratgewölbe überspannt, das auf Wandpfeilern ruht. Der Chorbogen, an dem die Kanzel, deren Brüstung mit den vier Evangelisten bemalt ist, mit ihrem Schalldeckel steht, verbindet es mit dem flachgedeckten Langhaus.
Die Orgel auf der Empore, deren Brüstung mit biblischen Szenen bemalt ist, wurde 1751 von Johann Konrad Funtsch gebaut. Das Gehäuse ist erhalten, darin steht ein Neubau von Walcker (1979, II/P/10), 2012 erfolgte eine Revision durch Orgelbau Maderer.

## Kirchenburg
Die Erhebung Kohlbergs zum Markt muss um oder nach 1300 erfolgt sein, denn im Freiheitsbrief für Kaltenbrunn vom 28. November 1344 heißt es: „Es soll auch das vorgenannte Dorf all die Rechte haben, die der Markt zu Kohlberg hat.“ Voraussetzung für die Erhebung zum Markt war ein eigenes Gericht, die Abhaltung eines Marktes und eine Befestigung. Das Gericht bestand bereits. Der Markttag ist zwar nicht belegt, gilt jedoch als wahrscheinlich. Den fehlenden Bering um den Ort dürfte die mit einem Mauerring befestigte Kirche ersetzt haben.  Noch erhalten von der Befestigung sind laut Denkmalliste:
- Kirchhofbefestigung, mittelalterlicher Mauerring aus Bruchstein, z. T. Eckquaderungen, mittelalterlich
- Torturm, sog. Schwedenturm, mit spitzbogigem Durchgang